# Trapezites petalia
The Common White Spot Skipper (Trapezites petalia) là một loài bướm ngày thuộc họ Bướm nhảy. Loài này có ở Queensland và New South Wales.
Sải cánh dài khoảng 30 mm.
Ấu trùng ăn Lomandra filiformis, Lomandra longifolia and Lomandra multiflora.